# Ranunculus lobbii
Ranunculus lobbii är en ranunkelväxtart som först beskrevs av William Philip Hiern, och fick sitt nu gällande namn av Asa Gray. Ranunculus lobbii ingår i släktet ranunkler, och familjen ranunkelväxter. Inga underarter finns listade i Catalogue of Life.